# Anton Thernes
Anton Thernes (ur. 8 lutego 1892, zm. 3 grudnia 1944 w Lublinie) – zbrodniarz hitlerowski, kierownik administracji w obozie koncentracyjnym Lublin (KL) oraz SS-Obersturmführer.
Członek SS, był ostatnim szefem administracji w hitlerowskim obozie w Lublinie, znanym także popularnie jako Majdanek. Odpowiadał za wyżywienie i eksploatację niewolniczej pracy więźniów (w czasie jej wykonywania zdarzało mu się nad nimi znęcać), a także za stan budynków obozowych. Thernes, który otrzymał zadanie ostatecznej likwidacji Majdanka, został schwytany przez wojska radzieckie podczas wyzwalania obozu. Polski Specjalny Sąd Karny w Lublinie skazał 2 grudnia 1944 w pierwszym procesie załogi Majdanka Antona Thernesa i pięciu innych członków personelu obozu na karę śmierci. Wyroki wykonano przez powieszenie następnego dnia.